# Kalven, Halland
Kalven är en sjö i Varbergs kommun i Halland och ingår i Ätrans huvudavrinningsområde.